# Zollino
Zollino est une commune de la province de Lecce, dans la région des Pouilles.

## Géographie

### Communes limitrophes
Calimera, Corigliano d'Otranto, Martano, Martignano, Soleto, Sternatia.

## Caractéristiques linguistiques
Zollino fait partie de la Grèce salentine où on parle encore un dialecte d'origine grecque, le Grìko.

## Culture locale et patrimoine

### Festivités
- Canti di Passione
- Fête de la Madonna di Loreto
- Foire de San Giovanni (22-23-24 juin)
- Foire de la Sceblasti (2-3 août)
- Fête de S. Antonio (22-23 août)
- Fête de Sant'Anna (25-26 juillet)
- Festival de la Notte della Taranta (août)
- Fête de « le Focu » (28 décembre)

## Administration
| Période                                  | Période  | Identité                   | Étiquette | Qualité |
| ---------------------------------------- | -------- | -------------------------- | --------- | ------- |
| 15 juin 2004                             | En cours | Francesco Mario Pellegrino |           |         |
| Les données manquantes sont à compléter. |          |                            |           |         |